# Pascal (eenheid)
| Grotere en kleinere eenheden van pascal en bar | Grotere en kleinere eenheden van pascal en bar | Grotere en kleinere eenheden van pascal en bar | Grotere en kleinere eenheden van pascal en bar | Grotere en kleinere eenheden van pascal en bar | Grotere en kleinere eenheden van pascal en bar | Grotere en kleinere eenheden van pascal en bar |
| ---------------------------------------------- | ---------------------------------------------- | ---------------------------------------------- | ---------------------------------------------- | ---------------------------------------------- | ---------------------------------------------- | ---------------------------------------------- |
| factor                                         | naam pascal                                    | symbool                                        |                                                | factor                                         | naam bar                                       | symbool                                        |
| 1                                              | pascal                                         | Pa                                             | 10−5                                           |                                                |                                                |                                                |
| 102                                            | hectopascal                                    | hPa                                            | 10−3                                           | millibar                                       | mbar                                           |                                                |
| 103                                            | kilopascal                                     | kPa                                            | 10−2                                           |                                                |                                                |                                                |
| 105                                            |                                                |                                                | 1                                              | bar                                            | bar                                            |                                                |
| 106                                            | megapascal                                     | MPa                                            | 10                                             |                                                |                                                |                                                |
| 109                                            | gigapascal                                     | GPa                                            | 104                                            |                                                |                                                |                                                |

De pascal (symbool Pa) is de SI-eenheid voor druk. De pascal is gedefinieerd als de druk die een kracht van 1 newton uitoefent op 1 vierkante meter. De eenheid is genoemd naar Blaise Pascal.
{\displaystyle \mathrm {1\ Pa=1{\frac {N}{m^{2}}}=1{\frac {kg}{m\cdot s^{2}}}} }
De luchtdruk wordt tegenwoordig vaak aangeduid in hectopascal (symbool hPa, 100 pascal), een eenheid die precies gelijk is aan de niet-SI-eenheid millibar. In een praktisch voorbeeld geldt: de atmosferische druk bedraagt 1013 hPa, wat de standaarddruk op zeeniveau is en overeenkomt met 1013 mbar.
In de reologie en petrologie wordt met veel hogere drukken gewerkt. Daarom wordt wel gerekend in:
- kilopascal (symbool kPa, 103 = duizend pascal) of 0,01 bar
- megapascal (symbool MPa, 106 = 1 miljoen pascal) of 10 bar
- gigapascal (symbool GPa, 109 = 1 miljard pascal) of 10 000 bar.

Het tegenovergestelde doet zich voor bij vacuümtechniek, waar de drukken lager zijn dan atmosferisch:
- 1 Pa = 0,01 millibar

## Voorbeelden
De druk die 1 m³ (1000 liter) water op Aarde uitoefent (op het aardoppervlak gemeten op zeeniveau) op een oppervlak van 1 m² is 9810 Pa.
Namelijk: 1 m³ water heeft een massa van 1000 kg (zoet water bij 4 graden Celsius). Met een valversnelling van 9,81 m/s² oefent het water dus een kracht uit van 9810 N.
{\displaystyle \mathrm {{\frac {9810\ N}{1\ m^{2}}}=9810\ Pa} }

## Pascalseconde
Van de pascal is de pascalseconde (symbool: Pa·s) afgeleid als eenheid voor de coëfficiënt van inwendige wrijving (dynamische viscositeit). De dynamische viscositeit van een laminair stromende vloeistof bedraagt 1 Pa·s, als in de vloeistof tussen twee parallelle lagen, op 1 m afstand van elkaar, een schuifspanning van 1 Pa heerst bij een snelheidsverschil van 1 m/s tussen de twee vloeistoflagen.